# كنيس تونس
| كنيس تونس          | كنيس تونس                                |
| ------------------ | ---------------------------------------- |
|                    |                                          |
| عن الأثر           |                                          |
| زمن الإنشاء        | 1938                                     |
| نوع الأثر          | كنيس                                     |
| الطائفة            |                                          |
| الموقع             | شارع الحرية وسط العاصمة التونسية.        |
| الوضع الحالي للأثر | يستخدم لإقامة بعض الصلوات، و كمزار سياحي |
| ملاحظات            | وقع ترميمه سنتي 1996 و2007               |

كنيس تونس، هو أكبر كنيس يهودي يقع في العاصمة التونسية. وقع تصميمه من طرف المهندس فيكتور فالنزي على أرض تقع على شارع باريس (شارع الحرية حاليا) وقد استغرق بناءه أكثر من خمسة سنوات بين جوان 1933 وديسمبر 1938. أصبح الكنيس المعبد الرئيسي ليهود تونس في العاصمة عوض عن كنيس الدروج الذي كان يقع في حي الحفصية. وقع إضرام النار في مبنى الكنيس من طرف متظاهرين غاضبين في 5 جوان 1967 في بداية حرب الستة أيام.
تقوم الشرطة التونسية بحراسة الكنيس وقد إزدادت التدابير الأمنية حول المبنى في السنوات الأخيرة خصوصا بعد اندلاع انتفاضة الأقصى عام 2000 وتفجير كنيس الغريبة في جزيرة جربة عام 2002.

## وصلات خارجية
- صور للكنيس على موقع هريسة.